# Landtagswahl in Nordrhein-Westfalen 1995
- SPD: 108
- Grüne: 24
- CDU: 89

Bei der Landtagswahl in Nordrhein-Westfalen am 14. Mai 1995 verlor die SPD nach 15 Jahren Alleinregierung ihre absolute Mehrheit im Landtag Nordrhein-Westfalens. Johannes Rau blieb Ministerpräsident des Landes Nordrhein-Westfalen. Die CDU legte mit einem Prozentpunkt leicht zu. Die Grünen verdoppelten ihr Ergebnis und stiegen in eine rot-grüne Koalition ein. Die FDP scheiterte (zum ersten Mal seit 1980) an der 5-%-Hürde und zog nicht in den 12. Landtag NRW ein.

## Wahlkampf
Die Landtagswahl in Nordrhein-Westfalen 1995 fand vor dem Hintergrund der Bundestagswahl am 16. Oktober 1994 und der Landtagswahl in Hessen am 5. März 1995 statt. Durch beide war die jeweilig amtierende Regierungskonstellation bestätigt worden: Die Grünen hatte bei beiden Wahlen deutlich zugelegt, in Hessen erreichte die SPD indes das schlechteste Ergebnis seit 1946.
Herausragendes landespolitisches Thema im NRW-Wahlkampf war die Entscheidung über den Tagebau Garzweiler II. Die Grünen lehnten dieses Vorhaben strikt ab. Abgesehen von diesem Thema war der Wahlkampf ruhig. Die CDU thematisierte die Schulpolitik, Wirtschaftsförderung und innere Sicherheit, die SPD soziale Sicherheit und die Schaffung von Arbeitsplätzen.
Die CDU hatte ihren Spitzenkandidaten Helmut Linssen in einer Urabstimmung bestimmt. 59,6 % der Mitglieder zogen ihn seinem Gegenkandidaten Norbert Lammert vor. Für die CDU NRW war es die erste Urabstimmung zur Kandidatenwahl. Spitzenkandidat der FDP war Achim Rohde, der bisherige Fraktionsvorsitzende der Liberalen.

## Amtliches Endergebnis
- Wahlberechtigte: 13.041.964
- Wähler: 8.353.056
- Wahlbeteiligung: 64,05 %
- Gültige Stimmen: 8.294.235

|                | Stimmen absolut | Anteil in % | Wahl- kreisbe- werber | Direkt- man- date | Sitze |
| -------------- | --------------- | ----------- | --------------------- | ----------------- | ----- |
| SPD            | 3.816.639       | 46,02       | 151                   | 108               | 108   |
| CDU            | 3.124.758       | 37,67       | 151                   | 43                | 89    |
| GRÜNE          | 830.861         | 10,02       | 151                   |                   | 24    |
| FDP            | 332.634         | 4,01        | 151                   |                   |       |
| REP            | 65.509          | 0,79        | 105                   |                   |       |
| Graue          | 58.155          | 0,70        | 116                   |                   |       |
| ÖDP            | 21.159          | 0,26        | 88                    |                   |       |
| Naturgesetz    | 12.948          | 0,16        | 68                    |                   |       |
| Tierschutz     | 9.936           | 0,12        | 28                    |                   |       |
| DKP            | 6.008           | 0,07        | 47                    |                   |       |
| PBC            | 5.777           | 0,07        | 20                    |                   |       |
| Statt          | 3.034           | 0,04        | 10                    |                   |       |
| RP             | 2.757           | 0,03        | 5                     |                   |       |
| BüSo           | 850             | 0,01        | 10                    |                   |       |
| CM             | 556             | 0,01        | 3                     |                   |       |
| APD            | 516             | 0,01        | 2                     |                   |       |
| Familie        | 273             | 0,00        | 1                     |                   |       |
| UAP            | 152             | 0,00        | 3                     |                   |       |
| Bewußtsein     | 103             | 0,00        | 2                     |                   |       |
| HP             | 40              | 0,00        | 1                     |                   |       |
| Einzelbewerber | 1570            | 0,02        | 9                     |                   |       |
| Total          | 8294235         |             | 1122                  | 151               | 221   |

Die SPD gewann 108 Wahlkreise direkt und erhielt neun Überhangmandate. Dafür erhielten die CDU acht und die Grünen drei Ausgleichsmandate, so dass sich die Gesamtzahl der Abgeordneten auf 221 erhöhte.

## Folgen
Die neuen Mehrheitsverhältnisse beendeten die Alleinregierung der SPD und führten zur ersten rot-grünen Landesregierung in Nordrhein-Westfalen, die bis Ende Mai 1998 von dem bisher amtierenden Ministerpräsidenten Johannes Rau geführt wurde, anschließend von Wolfgang Clement.
Der Koalitionsvertrag ließ die endgültige Entscheidung über Garzweiler II bis zum Jahr 2000 offen und schrieb damit den Status quo fest, trotz Widerstands der Grünen gegen dieses Projekt.
Auch innerhalb der SPD gab es Meinungsverschiedenheiten zu diesem Thema: Der damalige stellvertretende nordrhein-westfälische SPD-Landesvorsitzende Christoph Zöpel opponierte gegen das Projekt und sagte „Garzweiler II ist ein Anachronismus“, der Gewerkschaftsflügel war jedoch entschieden dafür.
Die Grünen scheiterten 1997 mit einer Verfassungsbeschwerde gegen die Genehmigung von Garzweiler II noch während dieser Legislaturperiode.
Diese rot-grüne Koalition wurde rückblickend als Vorbild für die gleichfarbige Koalition im Bund ab 1998 gewertet.